# Anpassad gymnasieskola
Anpassade gymnasieskolan tillhör tillsammans med särvux den svenska anpassade skolans frivilliga skolformer och riktar sig till ungdomar som har en utvecklingsstörning och som avslutat anpassad grundskola eller träningsskola. Anpassade gymnasieskolan följer läroplanen GySär13.

## Gymnasiesärskolans program
Gymnasiesärskolan erbjuder tre olika former av program: nationella, specialutformade och individuella.
Det finns åtta olika nationella program och två individuella program. De flesta är yrkesförberedande. Samtliga program är 4-åriga och omfattar minst 3 600 timmar. De olika programmen innehåller såväl kärnämnen som karaktärsämnen och valbara kurser.
De nationella program som finns är:
- Estetiska programmet
- Fordonsprogrammet
- Handels- och administrationsprogrammet
- Hantverksprogrammet
- Hotell- och restaurangprogrammet
- Hälsa, vård och omsorg
- Industriprogrammet
- Medieprogrammet
- Naturbruksprogrammet

Dessa program erbjuds dessutom som specialformade program på vissa skolor.
De individuella program som finns är:
- Yrkesträning
- Verksamhetsträning

Båda dessa program syftar framförallt till att förbereda eleven för ett meningsfullt vuxenliv i boende och daglig verksamhet, men kan även vara förberedande för att senare kunna läsa på ett nationellt program eller på Anpassad utbildning för vuxna.

## Vad säger skollagen?
I skollagen finns allmänna bestämmelser om gymnasiesärskolan, dessa behandlas i 6:e kapitlet. Samtliga kommuner i Sverige är skyldiga att erbjuda utbildning inom särskolan för de ungdomar med utvecklingsstörning som bor i kommunen. Liksom gymnasieskolan har eleven rätt att söka sig till en annan kommun om det i en annan kommun finns en gymnasiesärskola som bättre motsvarar elevens önskemål och behov.
Enligt skollagen ska utbildningen i särskolan syfta till att ge ungdomar med utvecklingsstörning en individanpassad utbildning som så långt som möjligt gymnasieskolan.
Eleverna ska ges möjlighet att ha inflytande över hur deras utbildning utformas.
Enligt skollagen har samtliga elever mottagna i särskolan rätt att tas emot i gymnasiesärskolan fram till och med det år de fyller 20 år.
Det är styrelsen för särskolan som avgör om en elev i gymnasiesärskolan skall gå på ett nationellt eller ett individuellt program.
Det är regeringen som fastställer programmålen för varje nationellt program i gymnasiesärskolan, sedan beslutar skolverket om kursplaner och betygskriterier för varje enskild kurs.
De betyg som sätts inom gymnasiesärskolan är samma som i gymnasieskolan, men med egna betygskriterier utifrån gymnasiesärskolans kursplaner.